# Domingo Quiñones
Domingo Quiñones (* 9. August 1963 in Perth Amboy, New Jersey) ist ein Salsamusiker, Produzent und Schauspieler aus Puerto Rico.

## Werdegang
Domingo Quiñones wurde in New Jersey geboren und zog mit seiner Familie 1967 wieder zurück nach Ceiba, Puerto Rico. 1977 kehrte Domingo Quiñones in die USA nach New York City zurück und spielte in der Gruppe Conjunto Nativo. Weitere Engagements waren Bands wie Rafael de Jesús & Orquesta mit José Alberto "El Canario", sowie dem Conjunto Clásico mit Johnny Rodriguez. 1985 ersetzte Domingo Quiñones Roberto Lugo in der Gruppe von Luis "Perico" Ortiz und nahm vier Alben, unter anderem  "La vida en broma" (1985), "In Tradition" (1986) und "Perico" (1987) auf. Danach sang er eine Zeitlang für with Louie Ramirez and Roberto Roena. 1990 begann beim Plattenlabel RMM und dem Erscheinen des Albums " Domingo es mi nombre"  seine Solokarriere. Nachdem er mit Tito Puente sein 100tes Album herausbrachte, erschien sein zweites Album  Pintando Lunas im Jahr 1992, welches ein Duett mit Tony Vega im Song "Dos Amigos" und eine Salsaversion des Liedes "Crazy for You" beinhaltet und seine große Vielseitigkeit zeigte. 1996 erreichte er den Platz eins der Latin Tropical Airplay Charts mit "Tú Como Estas" aus dem Album "Mi Meta". Die National Foundation for Popular Culture of Puerto Rico zeichnete das Album "Se necesita un milagro" mit Songtiteln wie "Mi Negrita Me Espera" von 1997 als eines der einflussreichsten Stücke des Salsa aus. Der Song "No Voy a Dejarte Voy" kam auf Platz zwei der Latin Tropical Airplay Charts.
1998 spielte Domingo Quiñones in der Rockoper Jesus Christ Superstar zusammen mit Olga Tañón, Michael Stuart und Tito Auger von der Gruppe Fiel à la Vega mit. Im Stück ¿Quien Mato a Héctor Lavoe? Spielte er die Rolle des Sängers Héctor Lavoe und sang "La Voz de Siempre". Von der New York Times erhielt er dafür gute Kritiken. Eigene Kompositionen verarbeitete er in Poeta y Guerrero. Im Film Héroes de Otra Patria über den Vietnamkrieg und das Engagement puerto-ricanischer Soldaten, spielte er die Rolle des Sergeant Miller. Auf dem chilenischen Festival de Cine de Viña del Mar gewann er einen Preis, 1999 war der Film der offizielle Beitrag Puerto Ricos in der Kategorie Ausländischer Film. In dem Film "El Cantante" von 2007 spielte er neben Jennifer Lopez und Marc Anthony die Rolle eines Musikpromoters in San Juan.

## Diskografie
- Es Mi Nombre (1990)
- Pintando Lunas (1992)
- En La Intimidad (1993)
- Mi Meta (1996)
- Se Necesita Un Milagro (1997)
- La Verdadera Navidad (1998)
- ¿Quien Mato A Hector Lavoe? (1999)
- Poeta y Guerrero (2000)
- Derechos Reservados (2002)
- El Más Buscado (2005)
- Pura Salsa (2006)
- La Evidencia (2007)
- Serie Cinco Estrellas De Oro (2008)
- Conquistador De Corazones (2009)[1]